# Waterloo (miasto w hrabstwie Seneca)
Waterloo – miasto w Stanach Zjednoczonych, w stanie Nowy Jork, w hrabstwie Seneca.